# Oxymétrie
L'oxymétrie est un dosage de la quantité d'oxygène qui se trouve dans un liquide ou dans un gaz. C'est aussi la mesure, en médecine et en biologie, du taux de saturation de l'hémoglobine en oxygène (oxymétrie colorimétrique, également appelée saturation pulsée en oxygène). Elle se mesure avec un oxymètre.